# Marià Bataller i Llonch
Marià Bataller i Llonch (Castelló d'Empúries, Alt Empordà, 1885 - Granollers, Vallès Oriental, 17 de febrer de 1948) fou músic, director de coral i compositor de sardanes.
El 1912 es traslladà a Granollers on entrà a la cobla Catalònia per actuar-hi durant 35 anys. Va dirigir la coral La Lira de Montornès i l'Orfeó Granollerí. A aquesta darrera entitat tingué per subdirector el masnoví Felicià Maresma, i ambdós ensenyaren teoria musical i solfeig a l'Escola de Música de l'Orfeó.
Com a compositor, fou deixeble d'Enric Morera, i de la seva producció sardanística en destaquen Els gegants de Reus i Quina gatzara! (primer premi V Festa de la Sardana de Girona, 1925).
També va tenir com alumne de flabiol el penedesenc Josep Calvet Blanch.

## Obres
(Vegeu una relació més completa de les seves obres a  )
Sardanes
- Bell esguard
- Dolors
- En Pere Japó
- L'enjogassada de casa
- Els gegants de Reus
- Joliu despertar
- Montserrat
- Núria
- Quina gatzara!
- Tot saltironejant